# 山本建三
山本 建三（やまもと けんぞう、1925年 - 2007年12月14日）は日本の写真家。日本写真家協会会員、日本広告写真家協会会員、フォト禅主宰。

## 来歴
大阪府高槻市出身。1949年、立命館大学文学部卒業。株式会社湯浅電池に勤務しながら、大阪の丹平写真倶楽部に入会、先輩の藤田一一に薫陶を受ける。1959年に藤田一一との二人展を開催しプロ写真家として歩みはじめる。その後、京都を中心とする風景写真家として、80冊以上の写真集を出版するほか、日本各地で個展を開くなど活躍。また風景写真家として活動するほか、フォト禅を主宰するなど後進の指導にも力を尽くす。京都写真家協会元会長。2001年日本風景写真協会名誉会員（顧問）に。2004年日本写真協会賞功労賞受賞。2005年に80歳を迎え、それまでの作品の中から厳選した自選写真集「いまむかし」を出版。2007年12月14日死去（享年82）。

## 主な著書
- 「いまむかし」（光村推古書院）
- 「フォトグラフィックアート」（京都書院）
- 「京の竹」（光村推古書院）
- 「京 — Serenity — 京都の魅力」（光村推古書院）
- 「京洛四季 — 山本建三写真集」（日本カメラ社）
- 「京洛和歌」（日本カメラ社）
- 「信州安曇野 — 山本建三写真集」（日本カメラ社）
- 「奥飛騨山河 — 山本建三写真集」（日本カメラ社）
- 「古都愁麗 — 山本建三写真集」（竜求堂）
- 「嵯峨野紀行 — 山本建三写真集（10）」（東方出版）
- 「京都 — 写真名所図絵」（光村推古書院）
- 「京の撮影マップ（東山・醍醐）」（淡交社）